# سوپارما
سوپارما (انگلیسی: Suparma) شرکت کاغذسازی اندونزیایی است، که در سال ۱۹۷۶ تأسیس شد.